# Antonio Rizzi (rugbista)
Antonio Rizzi (Trieste, 5 gennaio 1998) è un rugbista a 15 italiano che gioca come mediano d'apertura con la franchigia delle Zebre nel Pro14.

## Biografia
A livello giovanile Rizzi giocò sia a calcio sia a rugby a 15, decidendo all'età di 15 anni di abbandonare l'Udinese Calcio per dedicarsi definitivamente al rugby. Rugbisticamente crebbe nella Leonorso Rugby Udine, dove ebbe l'opportunità di essere allenato da Ian McKinley. Nel 2014 passò al Mogliano, con la cui squadra Under-18 vinse il campionato italiano nel corso della stagione 2015-16. In seguito entrò a far parte dell'Accademia federale "Ivan Francescato".
Rizzi seguì tutta la trafila delle Nazionali giovanili dalla U17 fino alla U20. Tra i protagonisti dello storico ottavo posto ottenuto dall'Italia under 20 al Campionato mondiale giovanile 2017, lo stesso anno Rizzi iniziò a giocare in Eccellenza aggiudicandosi il campionato con il Petrarca.
Successivamente si unì alla franchigia del Benetton impegnata nel Pro14 dove iniziò la sua carriera da professionista. Nel gennaio 2020 fu inserito nella rosa della Nazionale italiana convocata per il Sei Nazioni 2020, senza mai scendere in campo durante la competizione.
Dopo due stagioni di militanza nella franchigia trevigiana Rizzi passò alle Zebre continuando a giocare nel Pro14.

## Palmarès
- Campionati italiani: 1
Petrarca: 2017-18